# Folke H. Törnblom
Folke Hilding Törnblom, född 17 augusti 1908 i Sankt Nicolai församling, Stockholm, död 6 juni 2001 i Sankt Görans församling, var en svensk musikskriftställare och författare.

## Biografi
Törnblom blev filosofie kandidat 1931 och filosofie licentiat 1935, studerade vid Stockholms Musikkonservatorium 1929–1933 och vid Wiens universitet 1934. Han var redaktör för tidskriften Vår Sång 1941–1944, för Musikvärlden 1945–1949, musikkritiker i Morgon-Tidningen 1943–1958, medarbetare i Upsala Nya Tidning och redaktionschef för Albert Bonniers förlag 1950–1971. Törnblom invaldes som ledamot 815 av Kungliga Musikaliska Akademien den 24 februari 1977.